# Luchana (episodio nacional)
Luchana es la cuarta novela de la tercera serie de los Episodios nacionales de Benito Pérez Galdós, escrita entre enero y febrero de 1899 y publicada ese año. Toma su título de la batalla de Luchana (1836), mantenida durante el segundo sitio de Bilbao, en el marco de la primera guerra carlista.
Continúa el personaje romántico Fernando Calpena como protagonista de la trama folletinesca, que en este capítulo va quedando en segundo plano mientras se enreda un nuevo enlace amoroso entre Aura Negretti y Zoilo Arratia, en un Bilbao sitiado por los carlistas, que el día de Navidad de 1836 el general Espartero logra socorrer, rompiendo el cerco tras la decisiva batalla de Luchana.

Al apuntar el día, que como de los más chicos del año no empezó a despabilarse hasta las siete, ayudando a su pereza lo turbio del celaje, vieron los vencedores a los vencidos desfilando a toda prisa por los senderos que conducen a Erandio y Derio. Otros tomaban presurosos los caminos de Deusto, para pasar a la orilla izquierda por los puentes de barcas que tenían en San Mamés y en Olaveaga. «¡Lástima grande -dijo Espartero, viendo la desbandada del enemigo- no tener caballería disponible para que se fueran con todos los sacramentos!». Tomado también, sin disparar un tiro, el Molino de Viento, y dejando este bien guarnecido, así como el fuerte, siguió Espartero hacia el caserío de Archanda, donde ocupó la misma casa en que habían celebrado la Navidad, con espléndida cena, los jefes carlistas Eguía y Villarreal. Aún encontraron la mesa puesta, y en ella restos de manjares, todo en desorden, como si los comensales hubieran tenido que salir escapados, mascando aún, y con las servilletas prendidas. Invadida la casa por la Plana mayor y ayudantes, Espartero tomó asiento en el comedor y les dijo: «Ya ve España que he cumplido mi palabra. Salí para Bilbao, y en Bilbao estamos; al menos tenemos la llave de la puerta».

—Mi General —dijo Gurrea, que no cesaba de dar órdenes referentes a provisiones de boca—, he mandado que nos hagan café.
—Para ustedes. Yo sabes que ahora no lo tomo. Algo caliente tomaría yo... No he traído nada... No me dio tiempo a llenar la fiambrera... Oye, que me hagan unas sopas de ajo... Vino caliente quiero.
—¿Qué tal se encuentra usted, mi General? —le preguntó Carondelet—. ¿Apostamos a que el julepe de esta noche le sienta bien?... La gloria, entiendo yo, es buena medicina.

—Hombre, sí... Yo creí que estaría peor. La misma excitación nerviosa me ha sostenido... Hubo un momento, lo confieso, en que los ánimos querían marchárseme. Fue cuando pregunté: «¿Dónde está la Guardia?». Y de un montón de cadáveres blanqueados por la nieve salió una voz moribunda que me dijo: «Aquí está lo que queda de la Guardia Real». Al oír esto, sentí ese frío mortal que me sale de los riñones, y por el espinazo me sube a la nuca... ¡Pero qué demonio! Di algunas patadas, para soltar el frío y el miedo por las suelas de las botas... vamos, que eché un nudo a todos los recelos, y también a los dolores que me atenazaban las entrañas, y me dije: «No fastidiar ahora... A la obligación; a reventar aquí, o a vencer. Dios nos ha favorecido: mandó a los truenos que tocaran el himno...». No crean: cuando me eché de la cama, me daba el corazón que íbamos a cargarnos a toda la ojalatería habida y por haber... ¡Y eso que la noche, compañeros, ha sido de las que llaman a Dios de tú!
Capítulo XL